# آغچه‌رود
آغچه‌رود یکی از روستاهای استان آذربایجان شرقی است که در دهستان قرانقو بخش مرکزی شهرستان هشترود واقع شده‌است.
این روستا در سال ۱۲۱۰ توسط طایفه خانکیشی تاسیس گردید و بعد سرنگونی این طایفه فرزندان آکیشی قدرت را در این منطقه در دست گرفتند.
این روستا محل سکونت برخی طوایف کرد بوده که  در دوران قاجار از حوالی نقده به این منطقه تبعید شده اند.حدودا ۸۶خانوار است
این روستا، روستایی است سرافراز سرسبز واباد که بسیاربکرودلشنین است .اغچه رود یکی از قدیمی ترین و روستا هایی است که قدمتی بالغ برهزاران سال داردهرچند که اطلاعتی زیاد دردستمان نیست ولی طبق اطلاعات بدست امده درزمان های بسیار قدیمی این روستا را بالاجا مصر یعنی(مصرکوچک)می نامیدند،زیرا طلا وجواهرالات بسیار زیادی یافت شد.این روستا براثر زلزله ای که چندیدن سال پیش وقوع امد،سال های زیادی درزیر زمین پنهان بود مورخان وباستان شناسان فرضیه داده اندکه این روستا در قدیم برای مسیحی هابوده است وانهاازقوم های ثروتمندبوده اندکه اشیاوجواهرات بدست امده مربوط به انها بوده.
از بحث تاریخ که بگذریم به چشمه های طبیعی متعدد این روستا می رسیم،این روستا دارای چندین چشمه اب معدنی طبیعی میباشد،که در جای خود بسیار دیدنی میباشد.